# Benjamín Matienzo
Benjamín Matienzo (San Miguel de Tucumán, 9 de abril de 1891-provincia de Mendoza, 28 de mayo de 1919) fue un militar y pionero de la aviación argentina.

## Biografía

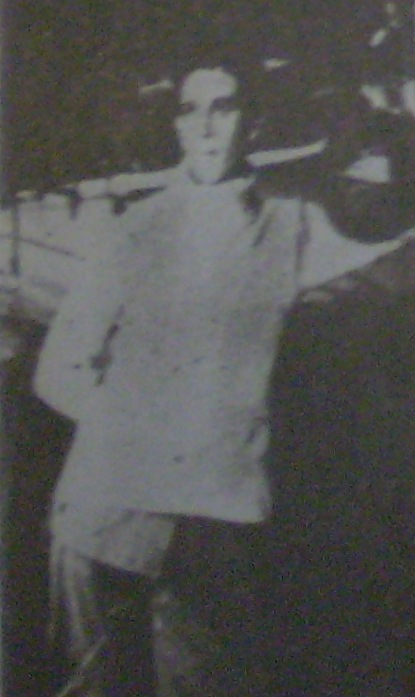
Benjamín Matienzo junto a su aeronave.

Nació el 9 de abril de 1891 en San Miguel de Tucumán, hijo de Benjamín Matienzo, jurista y magistrado y de Adela López. Cursó sus estudios en el Colegio Nacional de San Miguel de Tucumán; y en 1909 ingresó al Colegio Militar de la Nación. Continuó con su carrera militar hasta alcanzar el grado de Teniente. Posteriormente ingresó en la Escuela de Aviación Militar de El Palomar, provincia de Buenos Aires, debido a su creciente interés en la naciente actividad aeronáutica.

### Cruce de la Cordillera de Los Andes
Lo cierto es que cruzar los Andes en un avión de motor era el sueño de todos los fanáticos de la aviación por ese tiempo. Matienzo se había preparado para eso y estaba convencido de su accionar. Partiría desde Mendoza a Chile junto a Antonio Parodi y Pedro Zanni (aviador egresado de la primera camada de pilotos de la escuela de aviación, y compañero de Manuel Félix Origone, el primer mártir de la aviación militar argentina). La proeza de atravesar la cordillera buscaría ser realizada en tres  aviones franceses que el país galo había donado tras la Primera Guerra Mundial. Parodi y Matienzo decidieron tripular dos pequeños aviones "Nieuport 28 de 165 HP" y Zanni, un "Spad XII", algo más grande. El vuelo además tenía otro condimento: se haría en una escuadrilla coordinada con los tres aviones simultáneamente.
Los aviones de Parodi y Matienzo eran de poca autonomía de vuelo, dos horas y media apenas, aunque teóricamente suficientes para cruzar la Cordillera. Para concretar la hazaña, tenían que darse a favor dos circunstancias que ayudarían considerablemente: haber viento de cola (o por lo menos, no de frente) y no demorarse en tomar altura para no malgastar combustible.
El vuelo planeado en escuadrilla se realizó el 28 de mayo de 1919. Una primera complicación se dio en el avión de Parodi, que al despegar presentó una falla por lo que tuvo que desistir del intento y volver a aterrizar.
El avión de Zanni también sufrió inconvenientes al enfrentarse a un fuerte viento en contra, obligándolo a regresar a pista mendocina y abandonar la misión. Matienzo no advirtió el regreso de sus compañeros y siguió solo. Probablemente haya arriesgado más de la cuenta. Nunca se sabrá. Era Matienzo.  
Sus restos fueron encontrados en noviembre de 1919, a 4000 m s. n. m.; se había visto obligado a aterrizar e intentó regresar a pie, pero murió congelado, posiblemente en la noche del 28 o en la madrugada del 29 de mayo y con solo 27 años. Fue sepultado en el Cementerio del Oeste de Tucumán. Su avión fue encontrado en el año 1950.
En ese tiempo los pilotos militares pertenecían al ejército argentino debido a que la Fuerza Aérea Argentina no existía como tal.

### Homenajes
Existe una marcha militar argentina llamada  "Teniente Benjamín Matienzo" y es ejecutada por las bandas de música de la Fuerza Aérea Argentina.

### Eponimia
En su honor, el aeropuerto internacional de la capital de su provincia natal Tucumán lleva el nombre de Aeropuerto Internacional Teniente Benjamín Matienzo.
La base Matienzo en la Antártida Argentina y la Operación Matienzo le tienen como epónimo.
En Córdoba, capital; se halla el colegio "Teniente Benjamín Matienzo" el cual tiene más de 100 años y es en su honor.
En la ciudad de Presidencia Roque Sáenz  Peña, Chaco: el colegio EET N.º 22 a partir de 1949, pasó a llamarse Escuela Industrial de la Nación con Ciclo Básico “Teniente Benjamín Matienzo”, en homenaje al valioso aviador argentino.
También en Buenos Aires, se encuentra la Escuela N.º 20 (Distrito Escolar N.º 7) que posee su nombre.
En la localidad bonaerense de Juan Bautista Alberdi existe el club de fútbol homónimo, fundado en enero de 1923. El club es muy reconocido en la zona por sus logros obtenidos en la liga local y, actualmente, por su participación en el torneo federal "C", siendo hoy el segundo más ganador de la liga deportiva central Vedia.
En la localidad de Romang, provincia de Santa Fe, el "Club Atlético Matienzo" lleva su nombre en su honor. Fundado en 1920.
En la localidad de Monte Buey, provincia de Córdoba (Argentina), el 10 de agosto de 1921, se fundó el Club Matienzo Mutual, Social y Deportivo en honor al joven héroe nacional.
En la ciudad de Goya, provincia de Corrientes, Argentina, el 22 de abril de 1922, se fundó el Club Social y deportivo Benjamín Matienzo en honor al aviador nacional.
En la localidad de Plottier (provincia de Neuquén), la escuela primaria N.º 106, lleva su nombre.
En la localidad de La Madrid, departamento Graneros, provincia de Tucumán, la Escuela Comercial (fundada en 1969) también lleva el nombre de Benjamín Matienzo en honor al valiente aviador.
En la localidad de Ingeniero Luiggi, provincia de La Pampa, el 23 de abril de 1920, se fundó el Teniente Matienzo Foot-Ball Club. El nombre inicial del club fue cambiado en 1945 al de Club Teniente Benjamín Matienzo.
En la ciudad de Burzaco, Partido de Almirante Brown, provincia de Buenos Aires, se ha homenajeado la Escuela de educación primaria N.º 13 con el nombre "Benjamín Matienzo".
En barrio Ampliación Matienzo de la ciudad de Córdoba, se encuentra el Grupo Scout "Teniente Benjamín Matienzo" con el registro n.º 220 de la Asociación Civil Scouts de Argentina. Históricamente apadrinado por la Fuerza Aérea Argentina, el Grupo Matienzo fue fundado así, en 1964, con la intención de infundir valores como la pasión por la aventura y el carácter en la juventud scout cordobesa.